# Ebhul tessellatum
Ebhul tessellatum är en insektsart som beskrevs av William Lucas Distant 1914. Ebhul tessellatum ingår i släktet Ebhul och familjen hornstritar. Inga underarter finns listade i Catalogue of Life.